# تاریخ اسپانیا
تاریخ اسپانیا به عهد باستان بر می‌گردد زمانی که ملت‌های قبل از میلاد بر ساحل مدیترانه شبه‌جزیره ایبری با یونانی‌ها و فینیقی‌ها و اولین سیستم‌های نوشتاری شناخته‌شده به نام paleohispanic آشنا شدند. در سال ۱۵۱۶، دودمان هابسبورگ اسپانیا تعداد زیادی از پادشاهی‌های گوناگون را متحد ساخت؛ شکل امروزی آن از سلطنت مشروطه در سال ۱۸۱۳ و قانون اساسی کنونی دموکراتیک به سال ۱۹۷۸ میلادی معرفی شد. پس از تکمیل آن، پادشاهی کاستیل به کاوش در اقیانوس اطلس در ۱۴۹۲ رسید، به دنیای جدید گسترش یافت و شروع عصر طلایی را تحت سلطه امپراتوری اسپانیا به پایان رساند. در سال ۱۵۱۶، پادشاهی اسپانیا تحت حکومت دودمان هابسبورگ متحد شد، که سلطنت کاستیل، تاج پادشاهی آراگون و حکومت‌های کوچک‌تر را زیر همان قانون متحد ساخت. تا سال ۱۶۵۰، دودمان هابسبورگ اسپانیا نیرومندترین کشور جهان بود و تا اوایل قرن نوزدهم در میان نیرومندترین کشورها باقی ماند.
در طی این مدت، اسپانیا در تمام جنگ‌های بزرگ اروپایی، از جمله جنگ‌های ایتالیا، جنگ هشتاد ساله و جنگ سی‌ساله مشارکت داشت. در اواخر قرن هفدهم، پس از مرگ آخرین پادشاه دودمان هابسبورگ، قدرت اسپانیا رو به کاهش گذاشت.
امپراتوری سابق اسپانیا به سرعت با جنگ‌های استقلال اسپانیا از هم پاشید. تنها کوبا و فیلیپین و برخی جزایر کوچک باقی ماندند؛ آن‌ها شورش کردند.
پیروزی ملی گرایان در درگیری‌ها دیکتاتوری به رهبری فرانسیسکو فرانکو، اسپانیای فرانکو را منجر شد که تا سال ۱۹۷۵ ادامه داشت. این کشور در دهه ۱۹۶۰ و اوایل دهه ۱۹۷۰ رشد سریع اقتصادی را تجربه کرد. با مرگ فرانکو در نوامبر ۱۹۷۵ اسپانیا به سلطنت بازگشت، این بار به رهبری خوآن کارلوس اول به دموکراسی رسید. با تصویب قانون اساسی جدید در سال ۱۹۷۸، اسپانیا در سال ۱۹۸۶ وارد اتحادیه اقتصادی اروپا شد (با پیمان ماستریخت ۱۹۹۲ به اتحادیه اروپا تبدیل شد) و در سال ۱۹۹۸ به منطقه یورو پیوست.

## تاریخچه

### از دوره پیش از تاریخ تا اسپانیای نوین
مردم چند هزار سال قبل وارد شبه جزیره ایبری شد. فرهنگها و جمعیت متفاوت در این ناحیه منجر به ایجاد چند دستگی و نبود وحدت میان قبایل شد. تا پیش از تسلط رومیان بر اسپانیا، اقوام فراوانی نظیر ایبری‌ها، سلتی‌بری‌ها، باسک‌ها و مهاجران فنیقی، یونانی و کارتاژی در این سرزمین زندگی می‌کردند.
نام امروزی اسپانیا برگرفته از واژهٔ لاتین «هیسپانیا» است و به سرزمینی اطلاق می‌شد که تحت فرمان دولت روم قرار داشت. تحت تسلط رومی‌ها، فرهنگ و نظام اداری مشترک و واحدی در اسپانیا تأسیس شد و زبان لاتین که ریشه زبان‌های رومی است، به عنوان زبان رسمی برگزیده شد. همچنین، در ادوار پایانی حکومت رومیان، مسیحیت تبدیل به دین رسمی مردم شبه جزیره ایبری گردید.
در آغاز قرن هشتم میلادی، ارتش مسلمانان که از نیروهای مور و عرب تشکیل شده بود، طی تهاجمی وسیع تقریباً کلیه شبه جزیره ایبری را فتح کرد. تا ۷۵۰ سال بعد، با یکپارچگی کلیه ایالات مسلمان، ایبری رسماً اندلس نامیده شد. در همین حال، حکومتهای مسیحی شمال ایبری، شروع به پیشروی آرام و تدریجی به سمت جنوب نمودند. این فرایند که ۷ قرن طول کشید به سقوط آندلس مشهور شد و در سال ۱۴۹۲ میلادی با سقوط گرانادا به اتمام رسید.

### اندلس اسلامی و بازپس‌گیری مسیحیان (قرن‌های ۸ تا ۱۵)
گسترش اسلام تا سال ۷۱۰ میلادی بر اکثر مناطق شمال آفریقا مسلط بود. در سال ۷۱۱ یک حزب فتح کننده بربر اسلامی، به رهبری طارق بن زیاد، برای مداخله در یک جنگ داخلی در پادشاهی ویزیگوت به هیسپانیا فرستاده شد. ارتش طارق حدود ۷۰۰۰ سوار بربر را شامل می‌شد و گفته می‌شود که موسی بن نصیر، پس از تسخیر، ۵۰۰۰ نیروی اضافی به این نیرو اعزام کرده است.

### حکومت ویزیگوت‌ها
پادشاهی ویزیگوت‌ها تمام هیسپانیا را فتح کرد و تا اوایل قرن هشتم، زمانی که این شبه جزیره به دست فتوحات مسلمانان افتاد، بر آن حکومت کرد. هیسپانیا هرگز شاهد کاهش علاقه به فرهنگ کلاسیک به میزانی که در بریتانیا، گل و آلمان مشاهده شد، نبود. ویزیگوت‌ها که در دوران اقامت خود به عنوان فوئدراتی فرهنگ و زبان رومی را جذب کرده بودند، بیشتر نهادهای قدیمی رومی را حفظ کردند. آنها احترام منحصر به فردی برای قوانین قائل بودند که منجر به چارچوب‌های مستمر و سوابق تاریخی برای بیشتر دوره بین سال‌های ۴۱۵، زمانی که حکومت ویزیگوت‌ها در هیسپانیا آغاز شد، و ۷۱۱، زمانی که به‌طور سنتی گفته می‌شود پایان یافت، شد. لیبر یودیکوروم یا لکس ویزیکوتوروم (۶۵۴)، که به کتاب قضات نیز معروف است و توسط رِکِسوینث بر اساس حقوق رومی و قوانین عرفی ژرمنی تدوین شد، اتحاد حقوقی را به وجود آورد. به گفته مورخ جوزف اوکالاگان، در آن زمان آنها خود را یک قوم می‌دانستند و به همراه اشراف هیسپانو-گوتیک خود را گِنس گوتوروم می‌نامیدند. در اوایل قرون وسطی، لیبر یودیکوروم به عنوان قانون ویزیگوتیک و همچنین فوئرو خوزگو شناخته می‌شد. تأثیر آن بر حقوق تا به امروز امتداد دارد.
نزدیکی پادشاهی‌های ویزیگوتیک به مدیترانه و تداوم (هرچند کاهش یافته) تجارت غرب مدیترانه از فرهنگ ویزیگوتیک حمایت می‌کرد. طبقه حاکم ویزیگوتیک برای سبک و فناوری به قسطنطنیه نگاه می‌کرد.
کاتولیک اسپانیا نیز در این زمان شکل گرفت. دوره حکومت پادشاهی ویزیگوتیک شاهد گسترش مختصر آریانیسم در هیسپانیا بود. شوراهای تولدو در مورد عقیده و مناسک در کلیسای کاتولیک بحث کردند و شورای لریدا در سال ۵۴۶ با تأیید پاپ، روحانیون را محدود کرد و قدرت قانون را بر آنها گسترش داد. در سال ۵۸۷، پادشاه ویزیگوتیک تولدو، رِکارِد، به کاتولیک گروید و جنبشی را برای متحد کردن آموزه‌های مختلف مذهبی در هیسپانیا آغاز کرد.
ویزیگوت‌ها از دوران باستان متأخر یک نظام پیشافئودالی را در هیسپانیا به ارث بردند که در جنوب بر اساس نظام ویلای رومی و در شمال بر اساس فراخواندن دست‌نشاندگان خود برای تأمین نیرو در ازای محافظت استوار بود. بخش عمده ارتش ویزیگوتیک از بردگان تشکیل شده بود. شورای سست اشرافی که به پادشاهان ویزیگوتیک هیسپانیا مشاوره می‌داد و حکومت آنها را مشروعیت می‌بخشید، مسئول جمع‌آوری ارتش بود و تنها با رضایت آن شورا پادشاه قادر به فراخواندن سربازان بود.
اقتصاد پادشاهی ویزیگوتیک عمدتاً به کشاورزی و دامپروری متکی بود؛ شواهد کمی از تجارت و صنعت ویزیگوتیک وجود دارد. هیسپانی‌های بومی زندگی فرهنگی و اقتصادی هیسپانیا را حفظ کردند و مسئول رونق نسبی قرون ششم و هفتم بودند. اداره امور همچنان بر اساس حقوق رومی بود و تنها به تدریج آداب و رسوم ویزیگوتیک و حقوق عرفی رومی با هم ادغام شدند.
ویزیگوت‌ها تا دوره حکومت مسلمانان با جمعیت اسپانیا ازدواج نکردند و زبان ویزیگوتیک تأثیر محدودی بر زبان‌های مدرن ایبریا داشت. مورخ جوزف اف. اوکالاگان می‌گوید که در پایان دوره ویزیگوتیک، جذب هیسپانو-رومی‌ها و ویزیگوت‌ها به سرعت در حال وقوع بود و رهبران جامعه شروع به دیدن خود به عنوان یک قوم واحد کرده بودند. ادبیات کمی به زبان گوتیک از دوره حکومت ویزیگوتیک باقی مانده است - فقط ترجمه‌هایی از بخش‌هایی از کتاب مقدس یونانی و چند قطعه از اسناد دیگر باقی مانده است.
هیسپانو-رومی‌ها حکومت ویزیگوتیک و پذیرش اولیه بدعت آریانیسم را تهدیدی بزرگتر از اسلام می‌دانستند و تنها در قرن هشتم، با کمک خود مسلمانان، از بندگی ویزیگوت‌ها رها شدند. بارزترین اثر حکومت ویزیگوتیک کاهش جمعیت شهرها به دلیل مهاجرت ساکنان آنها به روستاها بود. حتی در حالی که کشور در مقایسه با فرانسه و آلمان از درجه‌ای از رونق برخوردار بود، ویزیگوت‌ها دلیل کمی برای کمک به رفاه، ماندگاری و زیرساخت‌های مردم و دولت خود احساس می‌کردند. این امر به سقوط آنها کمک کرد، زیرا آنها نتوانستند در زمان ورود مورها در قرن هشتم بر وفاداری رعایای خود حساب کنند.

### دین
به گفته مورخ رئا مارش اسمیت، در آغاز پادشاهی ویزیگوت‌ها، آریانیسم برای مدت کوتاهی مذهب رسمی در هیسپانیا بود. در سال ۵۸۷، رِکارِد، پادشاه ویزیگوتیک تولدو، به کاتولیسیزم گروید و جنبشی را برای متحد کردن آموزه‌های مذهبی موجود در شبه جزیره ایبری آغاز کرد. شوراهای تولدو در مورد عقیده و مناسک کاتولیسیزم ارتدوکس بحث کردند و شورای لریدا در سال ۵۴۶ با تأیید پاپ، روحانیون را محدود کرد و قدرت قانون را بر آنها گسترش داد.
در حالی که ویزیگوت‌ها به ایمان آریانی خود پایبند بودند، یهودیان به خوبی تحمل می‌شدند. قوانین قبلی روم و بیزانس وضعیت آنها را تعیین می‌کرد و قبلاً به شدت علیه آنها تبعیض قائل شده بود. مورخ جین گربر می‌گوید که برخی از یهودیان «مناصب عالی در دولت یا ارتش داشتند؛ برخی دیگر برای خدمت در پادگان استخدام و سازماندهی شدند؛ و برخی دیگر همچنان رتبه سناتوری داشتند». به‌طور کلی، آنها تا زمان تغییر مذهب ویزیگوت‌ها از آریانیسم به کاتولیسیزم، توسط پادشاهان ویزیگوتیک مورد احترام و رفتار خوب قرار می‌گرفتند. گرویدن به کاتولیسیزم در سراسر جامعه ویزیگوتیک اصطکاک بین ویزیگوت‌ها و جمعیت هیسپانو-رومی را کاهش داد. با این حال، گرویدن ویزیگوت‌ها تأثیر منفی بر یهودیان گذاشت، که به دلیل اعمال مذهبی خود مورد بازرسی قرار گرفتند.

## دوران نوین
بسیاری از تاریخ‌دانان سقوط آخرین پایگاه مسلمانان در قرناطه و کشف قاره آمریکا، هر دو در سال ۱۴۹۲ میلادی، را سرآغاز اسپانیای نوین دانسته‌اند. هر دو اتفاق امکان توسعه خارجی در دو جبهه را برای اسپانیا فراهم آورد. در یک جبهه حرکت به سمت اقیانوس اطلس و پس از سلطه بر آمریکا، به سمت اقیانوس آرام و در جبهه دیگر پیشروی به سمت مدیترانه و شمال آفریقا در ادامه درگیری‌های مذهبی. این 